# Jesu frambärande i templet (Mantegna)
Jesu frambärande i templet är en oljemålning av den italienske renässanskonstnären Andrea Mantegna. Den målades omkring 1465 och ingår sedan 1942 i Gemäldegaleries samlingar i Berlin. Något senare målade Giovanni Bellini samma motiv; hans tavla är utställd på Fondazione Querini Stampalia i Venedig.  
Jesu frambärande i templet är en episod i Lukasevangeliet (2:22–39) i Nya testamentet där det berättas om hur Jungfru Maria och Josef tog det 40 dagar gamla Jesusbarnet till templet i Jerusalem för att som förstfödd pojke helga honom åt herren. Där mötte de den gamle Symeon som fått en uppenbarelse att han inte skulle dö förrän han sett Messias. När han såg Jesusbarnet brast han ut i Symeons lovsång. 
Mantegna gifte sig 1453 eller 1454 med Nicolosia, syster till de venetianska konstnärsbröderna Giovanni och Gentile Bellini. Mantegna och Giovanni Bellini influerade starkt varandra och de målade inte sällan samma motiv; till exempel Kristus i Getsemane som målades ungefär samtidigt som Jesu frambärande i templet. 
Mantegnas målning porträtterar Maria, Jesus, Josef och Symeon. På ömse sidor om gruppen står två figurer som saknar glorior och som har antagits vara porträtt av Nicolosia Bellini och konstnären själv. 

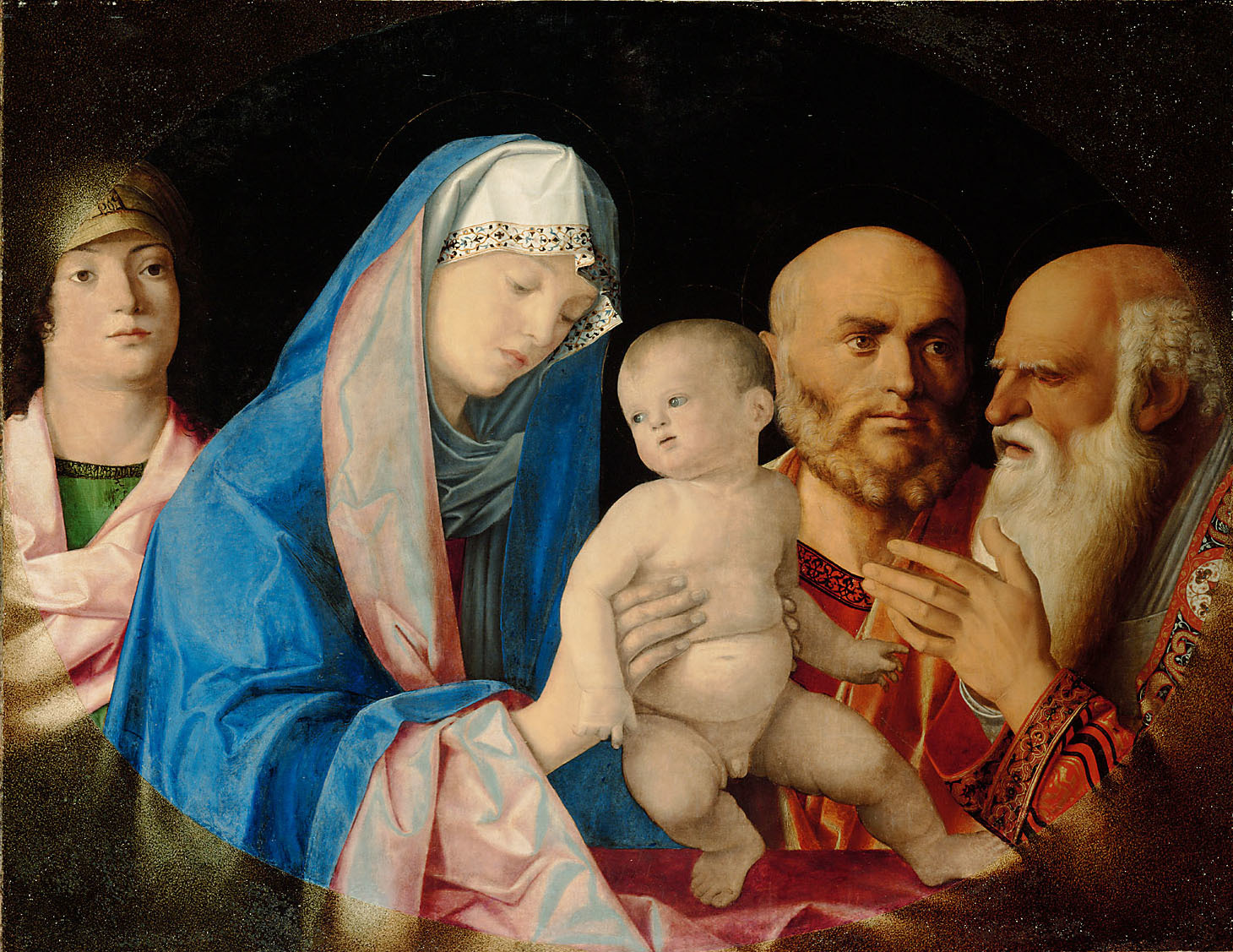
Bellinis version från 1490–1500 som är utställd på Kunsthistorisches Museum.

Bellinis målning antas vara utförd några år efter Mantegnas. Den skiljer sig från Mantegnas genom att de heliga personerna saknar glorior och att ytterligare två personer lagts till i bakgrunden.
Bellini målade ytterligare en tavla på samma motiv 1490–1500. Det är något mindre än de övriga, 63,9 × 82 cm, och dessutom under 1800-talet beskuren till en oval form. Bellinis andra målning är utställd på Kunsthistorisches Museum i Wien sedan 1783.